# Rejon bolszemurtyński
Rejon bolszemurtyński (ros. Большемурти́нский райо́н, Bolszemurtinskij rajon) – rejon administracyjny i komunalny Kraju Krasnojarskiego w Rosji. Centrum administracyjnym rejonu jest osiedle typu miejskiego Bolszaja Murta, którego ludność stanowi 41,4% populacji rejonu. Został on utworzony 4 kwietnia 1924 roku.

## Położenie
Rejon ma powierzchnię 6 856 km² i znajduje się w południowo-środkowej części Kraju Krasnojarskiego, granicząc na północy z rejonem kazaczyńskim, na wschodzie z rejonem tasiejewskim, na południu z rejonem suchobuzimskim i rejonem jemielianowskim, a na zachodzie z rejonem biriluskim.

## Ludność
W 1989 roku rejon ten liczył  mieszkańców 26 102, w 2002 roku 21 087, w 2010 roku 19 102, a w 2011 zaludnienie wyniosło 18 994 osób.

## Podział administracyjny
Administracyjnie rejon dzieli się na 10 sielsowietów oraz zawiera dwa osiedla typu miejskiego.